# Hexatoma triphragma
Hexatoma triphragma är en tvåvingeart som beskrevs av Alexander 1936. Hexatoma triphragma ingår i släktet Hexatoma och familjen småharkrankar. Inga underarter finns listade i Catalogue of Life.